# Findhorn Foundation

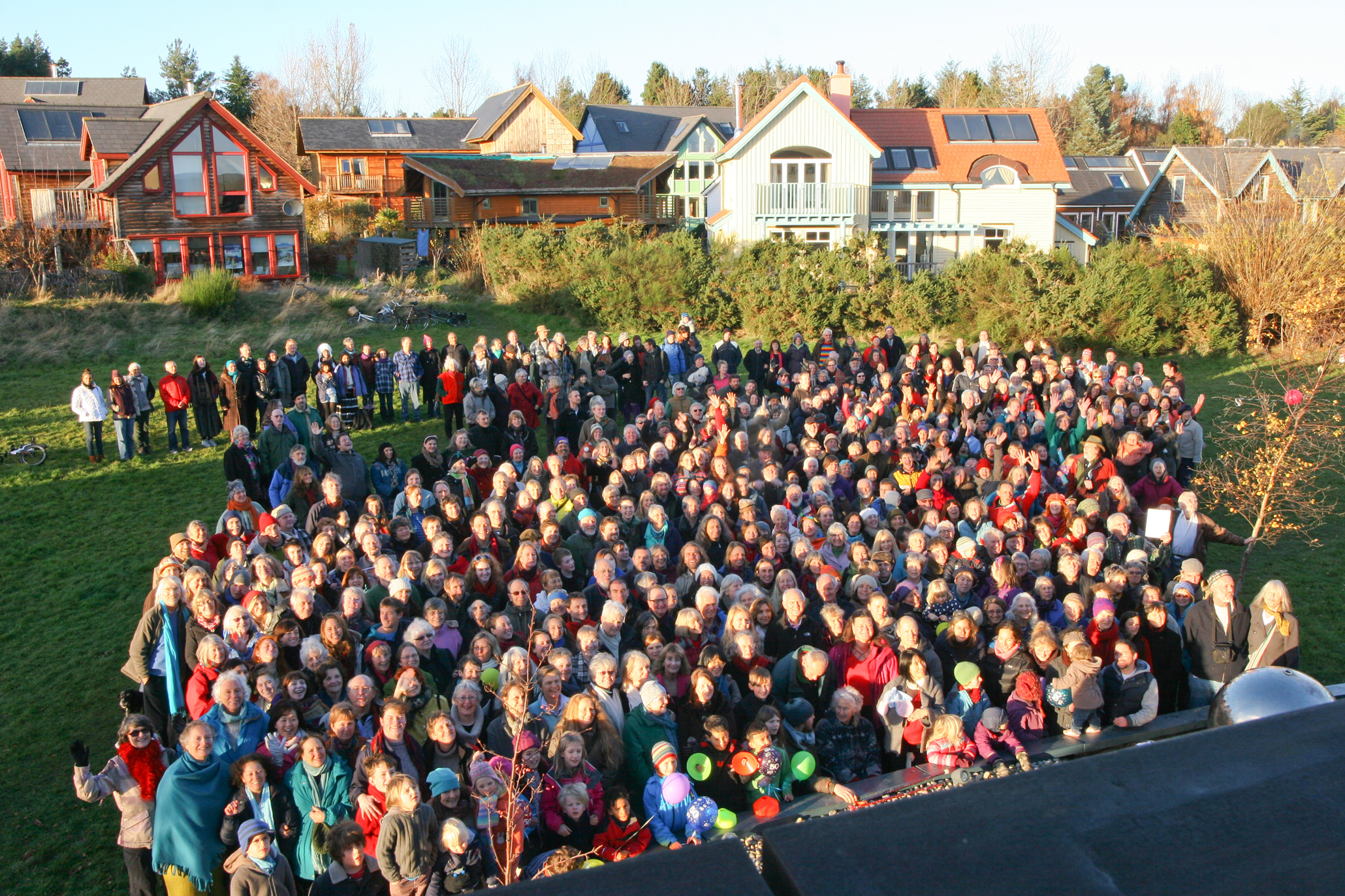
Die Lebensgemeinschaft im „Ecovillage“ (2012)

Findhorn Foundation ist die rechtliche Organisation der Findhorn Community, einer spirituell orientierten Lebensgemeinschaft in Nordschottland. Die Gemeinschaft ist eine Intentional Community (dt.: intentionale Gemeinschaft), die über eine wirtschaftliche Zweckwohngemeinschaft hinaus gemeinsame Ziele und gemeinschaftliche Tätigkeiten in der Lebensgestaltung betont. Bekannt ist sie insbesondere als Anbieter zahlreicher Seminare und Gästeprogramme.
Findhorn Community bezeichnet in der Regel die Gesamtheit der Lebensgemeinschaft der auf dem Gelände oder in umliegenden Gemeinden lebenden Menschen, die am Gemeinschaftsleben teilhaben, sowie das Seminarzentrum in Forres.
Die Findhorn Foundation ist eine Stiftung, die 1972 gegründet wurde, um als juristische Person verschiedene Aufgaben in juristischer und wirtschaftlicher Hinsicht zu gewährleisten, dazu gehören die Eigentumsverwaltung an den Gemeinschaftseinrichtungen, die Möglichkeit, als Arbeitgeber für Mitglieder der Gemeinschaft zu fungieren, und die Organisation des Seminarbetriebs.
Die Gemeinschaft lebt auf einem Gelände, das zur Gemeinde Findhorn am Moray Firth im Nordosten Schottlands gehört. Aufgrund der geographischen Zugehörigkeit zur Gemeinde Findhorn hat sich die Bezeichnung „Findhorn Community“ für die Lebensgemeinschaft ergeben, und für die lokale Eingrenzung innerhalb des Ortes die Begriffe „Ecovillage“ oder „The Park“ (Erläuterungen im Abschnitt Entwicklung).
Kern des Seminarbetriebes ist das Cluny Hill College im nahegelegenen Forres (etwa fünf Kilometer nördlich).
Außerdem betreibt die Community zwei Retreat-Center auf den Inseln Iona und Erraid.

## Entwicklung

### Anfänge ab 1962

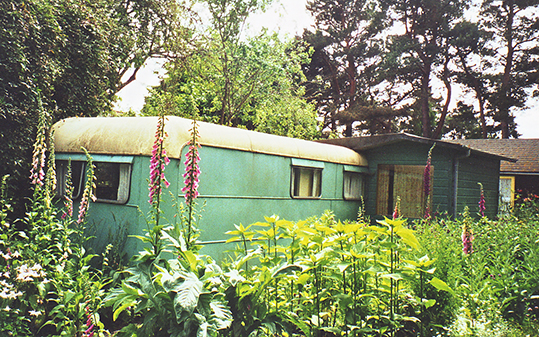
Campingwagen der Caddys

Die Lebensgemeinschaft wurde 1962 gegründet. Sie geht zurück auf das Ehepaar Eileen Caddy (* 26. August 1917; † 13. Dezember 2006) und Peter Caddy (* 20. März 1917; † 18. Februar 1994) sowie eine Freundin des Paares, Dorothy Maclean (* 7. Januar 1920; † 13. März 2020).
Die drei hatten zuvor in der Kleinstadt Forres in einem Golfhotel, dem Cluny Hill Hotel, gearbeitet. Peter Caddy, ein ehemaliger Militärangehöriger, leitete das Hotel. Nach einem Zerwürfnis mit den Eigentümern wurden sie arbeitslos und zogen in einen Campingwagen auf den noch heute betriebenen Campingplatz des nahe gelegenen Fischerdorfes Findhorn.
Eileen Caddy beschreibt, dass sie in Kontakt zu Gott stand und von diesem unmittelbare Botschaften erhielt. Nach der Schilderung in ihrer Autobiographie begannen diese Unterweisungen bereits einige Jahre zuvor (1957) mit den Worten „Sei still und erkenne, dass ich Gott bin“. Viele dieser Botschaften hat sie später in Büchern veröffentlicht.
In diesen Gesprächen eröffnete ihr die Stimme, dass sie sich auf diesem Campingplatz einrichten und eine Lebensgemeinschaft gründen sollten. Eine wachsende Gemeinschaft von Menschen, die durch die Veröffentlichungen Caddys auf die Gemeinschaft aufmerksam geworden waren, schloss sich der Gruppe an.

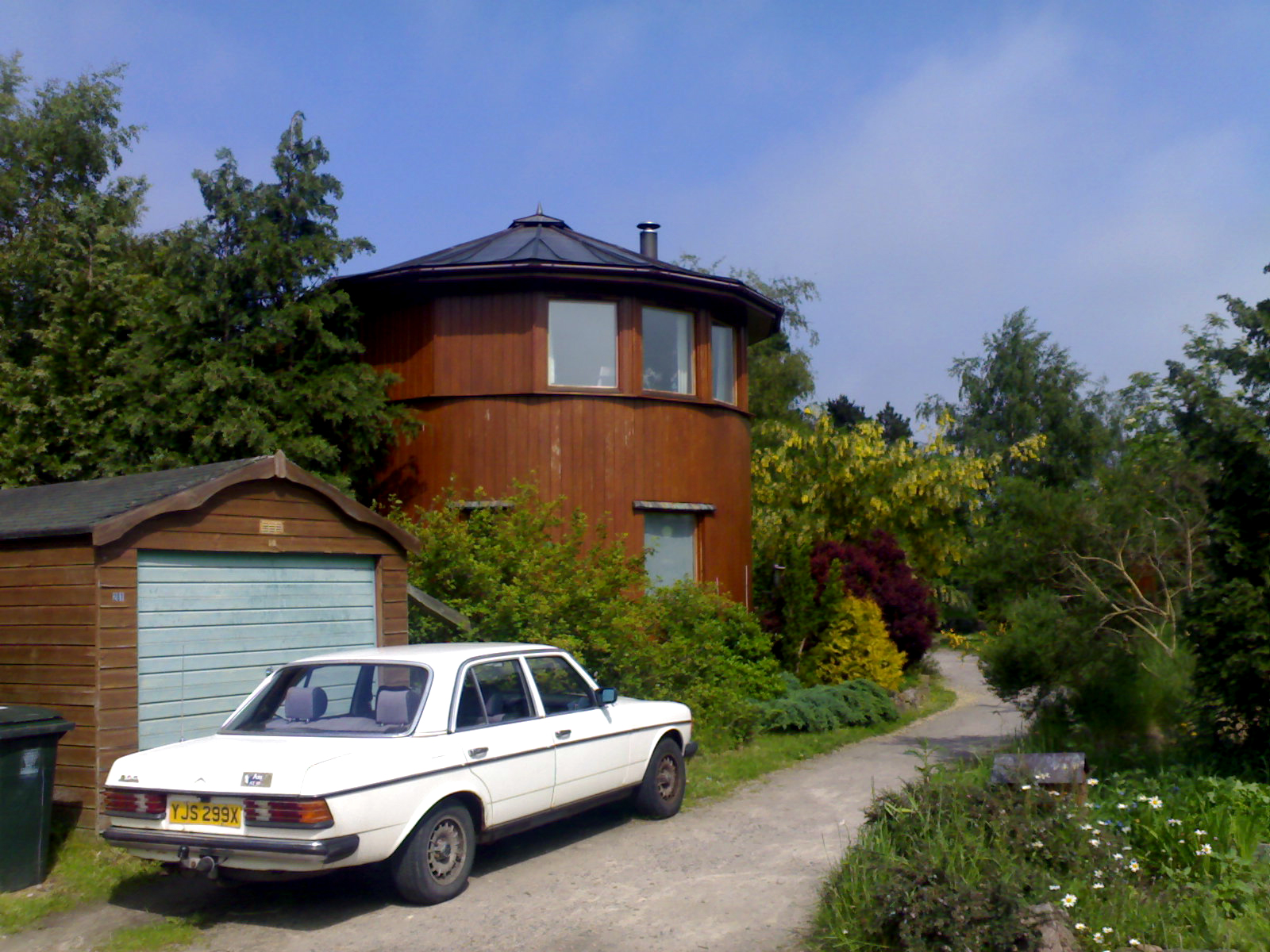
Eines der „Barrel Houses“, ein Haus aus einem alten Whiskey-Maischebottich

Die Gemeinschaft baute auf dem Gelände des Parks (von „Trailer Park“, Campingplatz) sowie dem angrenzenden Hinterland erste Gemeinschaftseinrichtungen, darunter ein erstes Meditationsgebäude (Main Sanctuary) und ein Gebäude zur Gemeinschaftsverpflegung und Austausch (Community Centre).
1967 wurde ein Verlag (Findhorn Press) gegründet.
Als Eileen Caddy zu Beginn der siebziger Jahre die Weisung erhielt, ihre Weisungen nun nicht mehr unmittelbar als solche an die Gemeinschaft weiterzugeben, damit diese nicht zu sehr von der Person Caddys als Leiterin abhingen, sondern ein eigenes intuitives Gefühl entwickelten, war dies ein weiterer Schritt zu der Art von Gemeinschaft, die heute dort lebt.

### 1970er Jahre
Der Amerikaner David Spangler (* 7. Januar 1945) wurde 1970 für eine kurze, aber bedeutende Phase Mitglied der Gemeinschaft und kurz nach seiner Ankunft übernahm er die organisatorische Leitung und den Umbau zu einem Seminarzentrum. Seine Vision war es, dass die Menschen dorthin kommen, dort ihre Entwicklung voranbringen und als bewusste und spirituelle Menschen diesen Funken wieder hinaus in die Welt tragen. Innerhalb weniger Jahre wuchs die Gemeinschaft auf über 100 Mitglieder sowie mehrere hundert Gäste pro Jahr. Im Jahr 1973 ging Spangler in die USA zurück. Sein Buch „New Age – Die Geburt eines neuen Zeitalters“ von 1971 verhalf dem (bereits älteren) Begriff des New Age zu neuer Bekanntschaft und Anhängerschaft und machte Spangler zu einer bekannten Leitfigur der gleichnamigen Bewegung auch in den USA.
1972 wurde die Findhorn Foundation als gemeinnützige Organisation gegründet.
Um der wachsenden Zahl an Gästen und Kursteilnehmern gerecht zu werden und das Kursangebot ausbauen zu können, wurde 1975 das mittlerweile leerstehende Cluny Hill Hotel in Forres aufgekauft und zum Seminarzentrum Cluny Hill College umgebaut. Dort findet seither der größte Teil der Kurse statt.
Die Privatinsel Erraid, im Privateigentum einer holländischen Familie, wurde der Community zur Nutzung angeboten. Die Community betreibt seitdem dort ein kleines Retreat-Center.

### 1980er Jahre

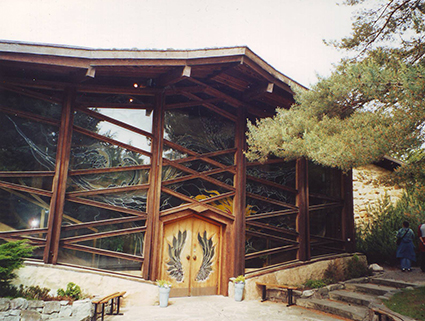
Universal Hall in The Park

1982 kaufte die Foundation den Campingplatz auf und betreibt ihn seither in Eigenregie weiter (Findhorn Bay Holiday Park).
1983 wurde die New Findhorn Directions Ltd. (NFD) gegründet, eine Tochtergesellschaft der Foundation, deren Aufgabe wirtschaftliche Projekte außerhalb des Gäste- und Seminarbetriebes sind. Zum Beispiel wurde der Betrieb des öffentlichen Teils des Campingplatzes von der NFD übernommen.
Das an den Park angrenzende „Cullerne House“, ein großes ehemaliges Privathaus, wurde aufgekauft und seine Gärten dienen nun zum Anbau von Gemüse und von Pflanzen zur Herstellung von Blütenessenzen. Heute sind primär die Geschäftsräume der Findhorn Flower Essences Company in diesem Haus untergebracht.
1985 wurde in Forres die Moray Steiner School gegründet, nach dem Vorbild der Rudolf-Steiner-Schulen, auch bekannt als Waldorfschulen. Sie hat ihren Sitz im alten „Drumduan House“ auf Cluny Hill (Forres), auf dem auch das College steht. Anlass für die Gründung der Schule war die zunehmende Zahl an Kindern in der Community, die Schule steht aber auch Kindern aus Forres oder umliegenden Gemeinden offen.
1989 wurde die Stiftung Trees for Life (Scotland) von Alan Watson Featherstone als Teil der Foundation gegründet, mit dem Ziel der Wiederaufforstung der Kaledonischen Wälder.

### 1990er Jahre

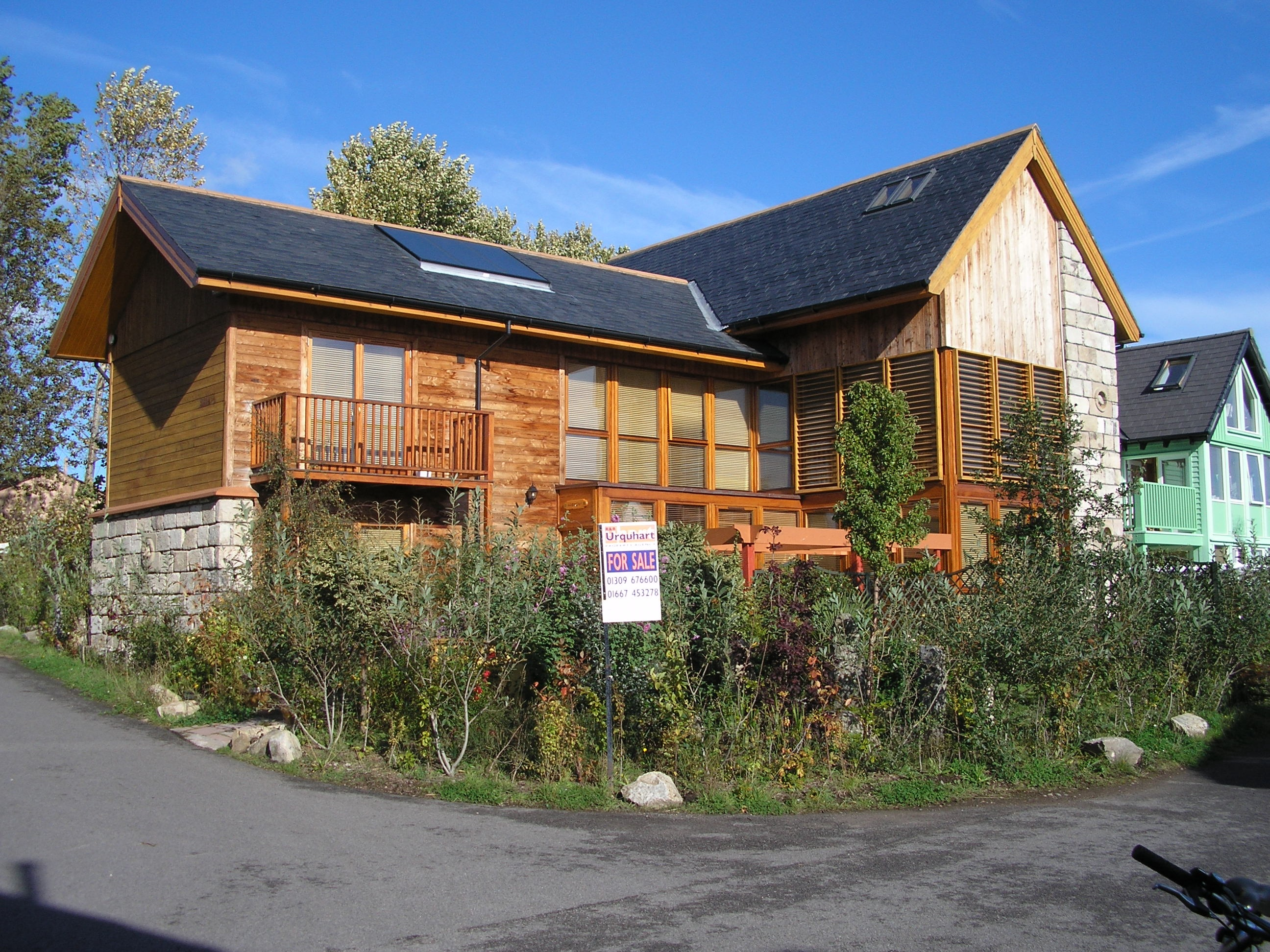
Ein modernes Ecohouse mit mehr als 200 m².

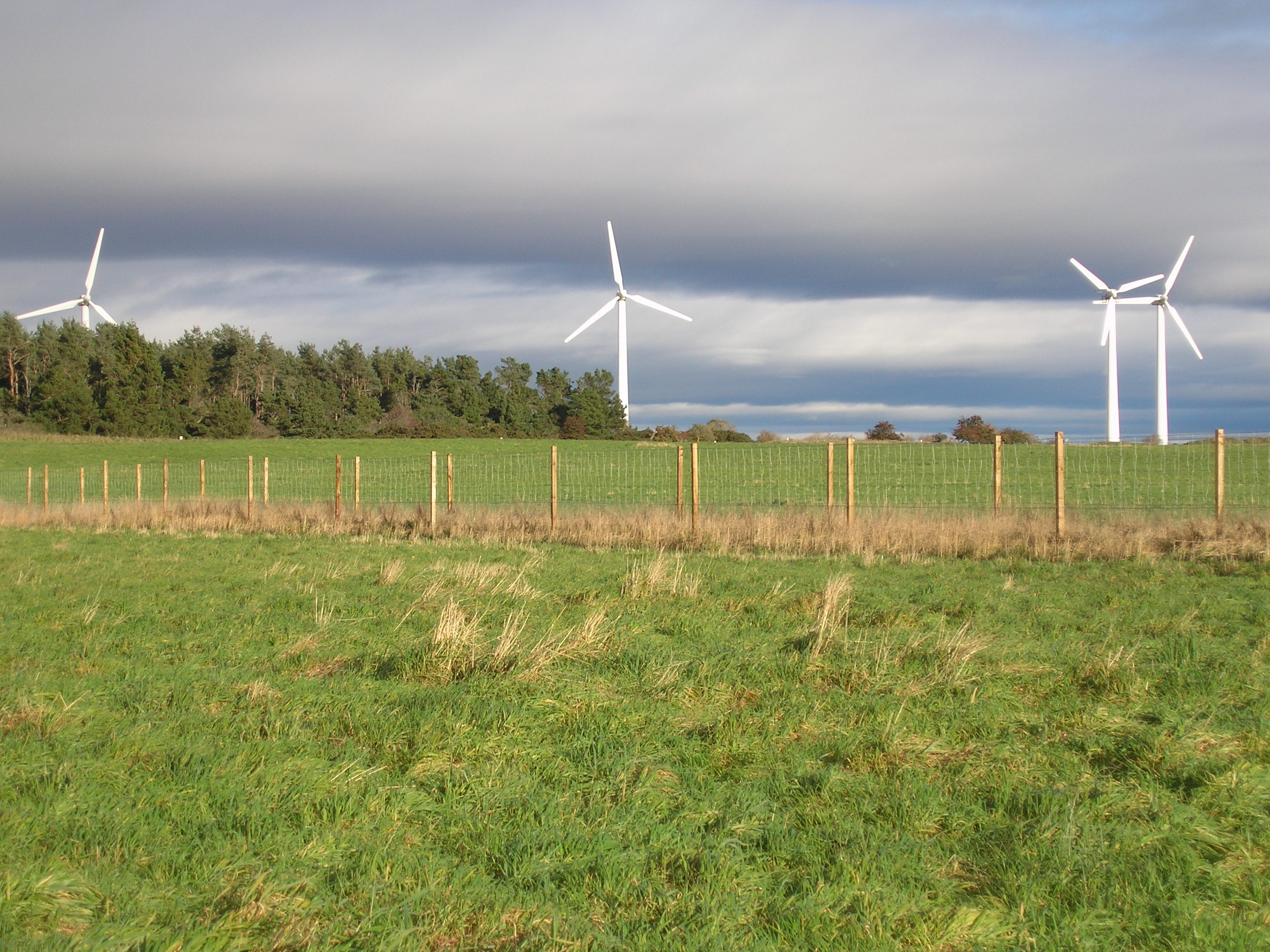
Die Windturbinen der Community.

Die Entwicklung der Gemeinschaft lässt sich äußerlich unter anderem an der Entwicklung des Geländes und der Bebauung im sogenannten „Ecovillage“ nachzeichnen. Die im Verlauf der 1990er Jahre entstandenen Häuser kennzeichnen auch eine Verschiebung der Interessen eines großen Teils der sich dort ansiedelnden Menschen innerhalb der drei Kernbereiche (siehe Abschnitt Selbstverständnis) von der früheren Betonung der Spiritualität stärker zu ökologischen Themen und zu einer viele Generationen integrierenden Lebensweise.
Zur ökologischen Lebensweise der Gemeinschaft gehören neben der Bauweise der Häuser und der ökologischen Bewirtschaftung im Ecovillage (z. B. durch Solaranlagen zur Warmwasserbereitung) auch der Betrieb von Windrädern, sowie der Betrieb einer ökologischen Abwasserkläranlage auf biologischer Basis (einer sogenannten Living Machine).
1996/1997 wurde die Dunelands Ltd. (DL) gegründet, eine Gesellschaft zur Erhaltung und ökologischen Entwicklung des Dünenlandes auf der Halbinsel, auf der das Dorf Findhorn und der Park liegen.
1997 wurde die Findhorn Foundation als Nichtregierungsorganisation (NGO, für englisch non-governmental organization) staatlich anerkannt.
1999 wurde eine weitere Organisation gegründet, die New Findhorn Association (NFA). Anlass hierzu gab die Entwicklung, dass in den 1990er Jahren immer mehr ehemalige Mitglieder und Gäste nicht mehr auf dem Gelände lebten, sondern in den umliegenden Gemeinden mit teils größerer Entfernung zum Park. Um organisatorisch eine bessere Einbindung dieser Menschen in das Gemeinschaftsleben und bessere Informationskanäle zu ermöglichen, wurde die NFA gegründet, die u. a. eine eigene Zeitschrift herausgibt und ein Internetportal betreibt, um über aktuelle Entwicklungen zu informieren und einen Veranstaltungskalender zu veröffentlichen.

### 2000er Jahre

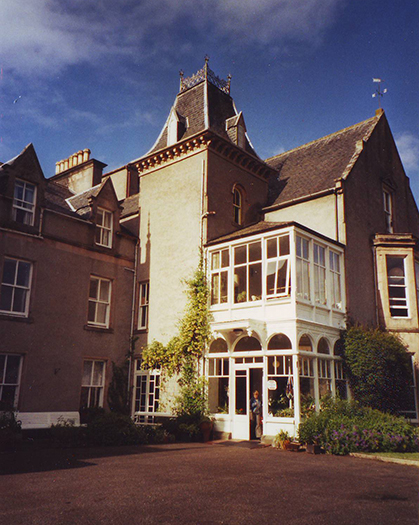
Findhorn College im Cluny Hill Hotel, Forres

2001 wurde das Findhorn College gegründet. Ziel ist das Angebot von längerfristigen Kursen. Das College hat kein eigenes Gebäude für Lehrveranstaltungen, sondern nutzt verschiedene vorhandene Räumlichkeiten. Die Verwaltung befindet sich in Forres.
Im September 2006 wurde ein neues Schulungsgebäude für nachhaltige Entwicklung eröffnet, das CIFAL Findhorn (Centre International de Formation des Autorités/Acteurs Locaux, auf Deutsch Internationales Zentrum für Bildung lokaler Funktionsinhaber und Akteure). Hieran sind neben der Findhorn Foundation auch die Verwaltung des Bezirks Moray (Moray Council), das Ausbildungs- und Forschungsinstitut der Vereinten Nationen (United Nations Institute for Training and Research, UNITAR) und das Globale Netzwerk der Ökodörfer (Global Ecovillage Network Europe) beteiligt.
2007 wurde das Moray Art Center, gelegen im Ecovillage, eröffnet.

## Selbstverständnis
Das Selbstverständnis der Gemeinschaft umfasst drei Kernbereiche: Gemeinschaftsleben, Nachhaltigkeit und Spiritualität.
Ihre Ziele benennt sie als „Hilfe, ein neues menschliches Bewusstsein zu entfalten und eine positive, nachhaltige Zukunft zu kreieren“.

### Gemeinschaftsleben
Das Gemeinschaftsleben umfasst gemeinsames Arbeiten, gemeinsame Einnahme der Mahlzeiten (auf Wunsch), gemeinsame Veranstaltungen in einem umfassenden Veranstaltungskalender. Die Arbeit findet in verschiedenen Arbeitsbereichen in Vor- und Nachmittagsschichten (vorwiegend Landwirtschaft und Garten, Instandhaltung, Reinigung und Küche) statt. Sie wird entweder von kurz- und mittelfristigen Gästen (von einer Woche bis zu einem Jahr) wahrgenommen, oder von Mitgliedern der Gemeinschaft, die teilweise auf dem Gelände, teilweise in den umliegenden Dörfern und Gemeinden wohnen und dort freiwillige Schichten übernehmen. Daneben gibt es auch Angestellte der Foundation, die auf Basis von Kost und Logis arbeiten (während die Gäste zahlende Teilnehmer an Workshops sind). Diese gemeinsam verrichteten Arbeiten dienen nicht nur der produktiven Bewältigung anfallender Aufgaben, sondern sind wesentlicher Teil der Schaffung und Aufrechterhaltung persönlicher Kontakte und somit zur Unterstützung eines Gemeinschaftsgefühls.

### Nachhaltigkeit
Die Nachhaltigkeit in der Lebensweise ist gekennzeichnet durch die oben erwähnte ökologische Bauweise, energiebewusste Bewirtschaftung, ökologischen Landbau, Nutzung regenerativer Energie durch Windräder, Abfallvermeidung, biologische Abwasseraufbereitung und andere Punkte.

### Spiritualität
Zum Bereich der Spiritualität gibt es keine normierte Glaubenshaltung, es handelt sich nicht um eine Bekenntnisgemeinschaft. Insofern leben dort Menschen mit unterschiedlichen religiös-weltanschaulichen Vorstellungen. Die Schriften Caddys sind zwar Orientierungspunkte, werden aber nicht dogmatisch verstanden. Zu den spirituellen Prinzipien gehört das „Hören auf die innere Stimme“ (deep inner listening). Dies ist eine Form der Meditation oder Besinnung auf Intuition, deren Quelle außerhalb des individuellen Menschen, in einem allumfassenden Bewusstsein angenommen wird. Des Weiteren werden die „Zusammenarbeit mit der Intelligenz der Natur“ und der „Dienst an der Welt“, indem sie als Gäste- und Seminarzentrum diese Prinzipien vorleben und weitergeben, genannt. Als Ausprägung im Alltag wäre hier etwa das „Tuning in“ zu nennen, das Sich-Einstimmen. Wenn sich Mitglieder und Gäste treffen, zur gemeinsamen Arbeit, zur Diskussion, oder zum Treffen von Entscheidungen, wird ein Tuning-in durchgeführt, eine kurze Zeit der Einstimmung auf die vorliegende Aufgabe und auf die anwesenden Menschen, mit denen man gemeinsam diese Aufgabe angehen wird. 'Bewusstmachung' und 'Vergegenwärtigung' können hier als Stichworte genannt sein.
Eine Erläuterung der spirituellen Basis der Gemeinschaft findet sich neben den Ausführungen auf der Webseite der Foundation auch in einem „Study Paper on the Basis of Spirituality at the Findhorn Community“ (in englischer Sprache) des langjährigen Mitgliedes Carol Riddell. Eines ihrer Bücher macht die Autorin auf ihrer Webseite ebenfalls kostenfrei zugänglich (in englischer Sprache, es ist in Buchform auf Deutsch erschienen).

## Filme
- 2010: Follow the rainbow to Findhorn – eine Dokumentation. Dokumentarfilm von Markus Werner